# Villa Sant’Anna
Die Villa Sant’Anna ist ein Landhaus aus dem späten 19. oder frühen 20. Jahrhundert im Viertel Barra von Neapel in der italienischen Region Kampanien. Sie liegt in der Via Luigi Volpicella, 310, und zählt zu den Villen der Miglio d’oro.

## Geschichte und Beschreibung
Soweit bekannt ist, stammt die Villa aus dem Ende des 19. Jahrhunderts oder dem Beginn des 20. Jahrhunderts.
Ihr Grundriss ist U-Förmig und sie hat zwei weite Innenhöfe. Architektonisch interessant ist die Fassade, die ionische und korinthische Elemente zieren.